# Жемчужнобрюхий венилиорнис
Жемчужнобрюхий венилиорнис (лат. Veniliornis spilogaster) — вид птиц из семейства дятловых.

## Распространение
Обитают на территории Бразилии, Уругвая, в восточной части Парагвая и северо-восточной части Аргентины. Естественной средой обитания являются субтропические или тропические влажные леса (горные и равнинные).

## Описание
Длина тела 16—19,5 см. Масса 35—45 г. Нижняя часть лба самца имеет цвет от тёмно-жёлтого до оливкового. Корона у него черновато-коричневая.

## Биология
Питаются личинками жуков и других насекомых, а также ягодами.
МСОП присвоил виду охранный статус «Вызывающие наименьшие опасения» (LC).